# 瀧川武司
瀧川 武司（たきがわ たけし）は、日本の男性ライトノベル作家。代表作は『EME』シリーズ。イセカタワキカツとは同一人物。映画好き。
『式神宅配便の二宮少年』で第11回ファンタジア長編小説大賞特別賞を受賞しデビューした。だが諸事情により、イセカタワキカツという別名義で数年後に発売された。瀧川武司名義でのデビュー作は『どかどかどかん』。
第2回角川学園小説大賞にも奨励賞を受賞したが、そちらは未書籍化。
『EME』は、『月刊ドラゴンマガジン』の第4回龍皇杯で、『伝説の勇者の伝説』（鏡貴也）と同優勝を果たし、連載を獲得した。『イガジョ!』の連載に伴い『EME』シリーズは完全に休止状態になった。08'年に刊行された短編集『EME RED END―W‐JACK』が最終巻となる。

## 作品リスト
富士見ファンタジア文庫
- 『どかどかどかん』（挿絵・竹浪秀行、全3巻）巻数表示はひらがな
- 『EME』（挿絵・尾崎弘宜、既刊14冊）3シリーズ平行
  - EME RED 9冊
  - EME BLUE 2冊
  - EME BLACK 3冊
- 『イガジョ!』（挿絵・にの子、全1巻）EME休止後の雑誌連載作

富士見ミステリー文庫
- 『式神宅配便の二宮少年』（※名義はイセカタワキカツ、挿絵・マツダ、全1巻）